# Norra Åsums kyrka
Norra Åsums kyrka är en kyrkobyggnad i Norra Åsum. Den är församlingskyrka i Norra Åsums församling i Lunds stift. 

## Kyrkobyggnaden
Kyrkan är troligen byggd under 1190-talet och var vid sitt uppförande en tilltagen och i landskapet väl markerad byggnad med sitt 30 meter höga och breda västtorn i romansk stil. I tornet finns på andra plan en emporvåning med fönster ut mot mittskeppet. De under 1400-talet två tillbyggda gravkapellen på kyrkans norrsida, numera dopkapell och sakristia, fungerade som begravningsplats åt borgherrarna på Lillöhus. Tornets emporvåning tros bl.a. ha begagnats av dessa borgherrar vid mässbesök. Kyrkan valvslogs med tidstypiska kryssvalv under mitten av 1400-talet.
Kyrkans ursprungliga vapenhus med ingång på mittskeppets södersida revs i samband med uppförandet av det nuvarande vapenhuset väster om tornet 1806. Spår av den gamla ingången syns i det västligaste söderfönstret i mittskeppet. Kyrkan har två bronsklockor, med okänt gjutdatum och tillverkningsort.
Byggherre var ärkebiskop Absalon Hvide i Lund tillsammans med den lokale frälsemannen Esben Mule, båda omnämnda på en av Skånes yngsta runstenar, Norra Åsumstenen, som har sin nuvarande placering i kyrkans vapenhus. Översatt till modern svenska är lydelsen på runstenen: Kristus, Marias son, hjälpe dem som gjorde denna kyrka, ärkebiskop Absalon och Esbern Mule.

## Inventarier
Nuvarande altaruppsats och predikstol uppfördes under 1600-talets första hälft, daterad till 1602 och är krönt med Kristian IV av Danmarks vapen, Kristianstads grundare. Altaruppsatsen har på baksidan ett emblem som förbryllat konsthistoriker. En trolig illustration av det gamla spelet spela topp tillsammans med bokstäverna U och T.
Dopfunten i sandsten dateras till 1200-talets första hälft. Denna var ursprungligen placerad vid triumfbågens norra sida, baldakinens fäste syns fortfarande ovanför platsen.

## Orgel
- 1760 byggde Gustaf Gabriel Woltersson, Glimåkra en orgel med 8 stämmor. Denna var placerad på en tidigare befintlig orgelläktare i väster.
- 1903 byggde Johannes Magnusson, Göteborg en orgel med 7 stämmor. Vid kyrkans renovering detta år revs orgelläktaren och istället placerades orgeln i öppningen till ett sidokor i nordväst, där nuvarande sakristia finns.
- Den nuvarande orgeln byggdes 1972 av Frederiksborgs Orgelbyggeri, Hilleröd, Danmark och är en mekanisk orgel.  Den fick sin placering längst fram till norr i långhuset och den tidigare nischen till sidokoret murades igen. [1] Vid en smärre ombyggnation på 2000-talet bytte några stämmor namn och Kvinta gjordes om till Flöjt 4' i huvudverket.

| Huvudverk I   | Svällverk II      | Pedal       | Koppel |
| Spetsflöjt 8' | Gedackt 8´        | Subbas 16´  | I/P    |
| Principal 4'  | Rörflöjt 4'       | Borduna 8´  | II/P   |
| Flöjt 4'      | Principal 2'      | Gemshorn 4' | II/I   |
| Hålflöjt 2'   | Sesquialtera II   | Dulcian 16' |        |
| Mixtur IV     | Cymbel II         |             |        |
|               | Regal 8'          |             |        |
|               | Crescendosvällare |             |        |

## Restaurering
Under restaureringen 1971–1972 återfanns framför högaltaret en grav med efterlämningarna av en högrest man i 50-årsåldern. Arkeologen Magnus Lindhagen argumenterade under utgrävningen för att detta mycket möjligen kunde vara Esbern Mules gravsättning, då graven daterades till tidigt 1200-tal samt dess förnämliga placering i kyrkorummet.
Vidare återfanns kvarlämningar av de ursprungliga murade väggbänkarna och att kyrkorummet fick ny inredning i form av bänkar, altarring och orgel. Orgeln flyttades, dess ursprungliga placering i mittskeppet var vägg i vägg med nuvarande sakristian. Under 2000-talet ersattes altarkransen från 1971 av en replika från 1800-tal. Altaruppsatsen från 1600-talet återfick sitt ursprungliga utseende under restaureringen 1971–1972, då de sedan 1800-talet monterade bildtavlorna demonterades till fördel för de ursprungliga texttavlorna. De demonterade bildtavlorna återfinns på baksidan av altaruppsatsen samt i dopkapellet.
Delar av kyrkobänkarna från 1800-talet finns, tillsammans med andra tillvaratagna artefakter från kyrkan, förvarade i tornets emporvåning.

## Tidigare kyrka och omgivningar
Vid utgrävningar 1959, 1979 och 1983 undersöktes en begravningsplats i närheten av Norregård, belägen 600 m norr om den nuvarande kyrkan i Norra Åsum. 115 gravar upptäcktes och man antog att det i anslutning till denna gravplats fanns en träkyrka, en s.k. stavkyrka. 
I närheten av denna fanns också spår av bebyggelse.
Efter Slaget vid Helgeå år 1025/1026 begravdes stupade soldater i byn Åsum, vilket pekar på att det vid denna tid fanns en etablerad begravningsplats där.
Det har upptäckts trämaterial från 1000-talet i den nya kyrkan, vilket kan indikera att man har återanvänt trä från den gamla kyrkan.
Väster om stenkyrkan finns en skans som kan vara rester av en medeltida borg.

## Galleri

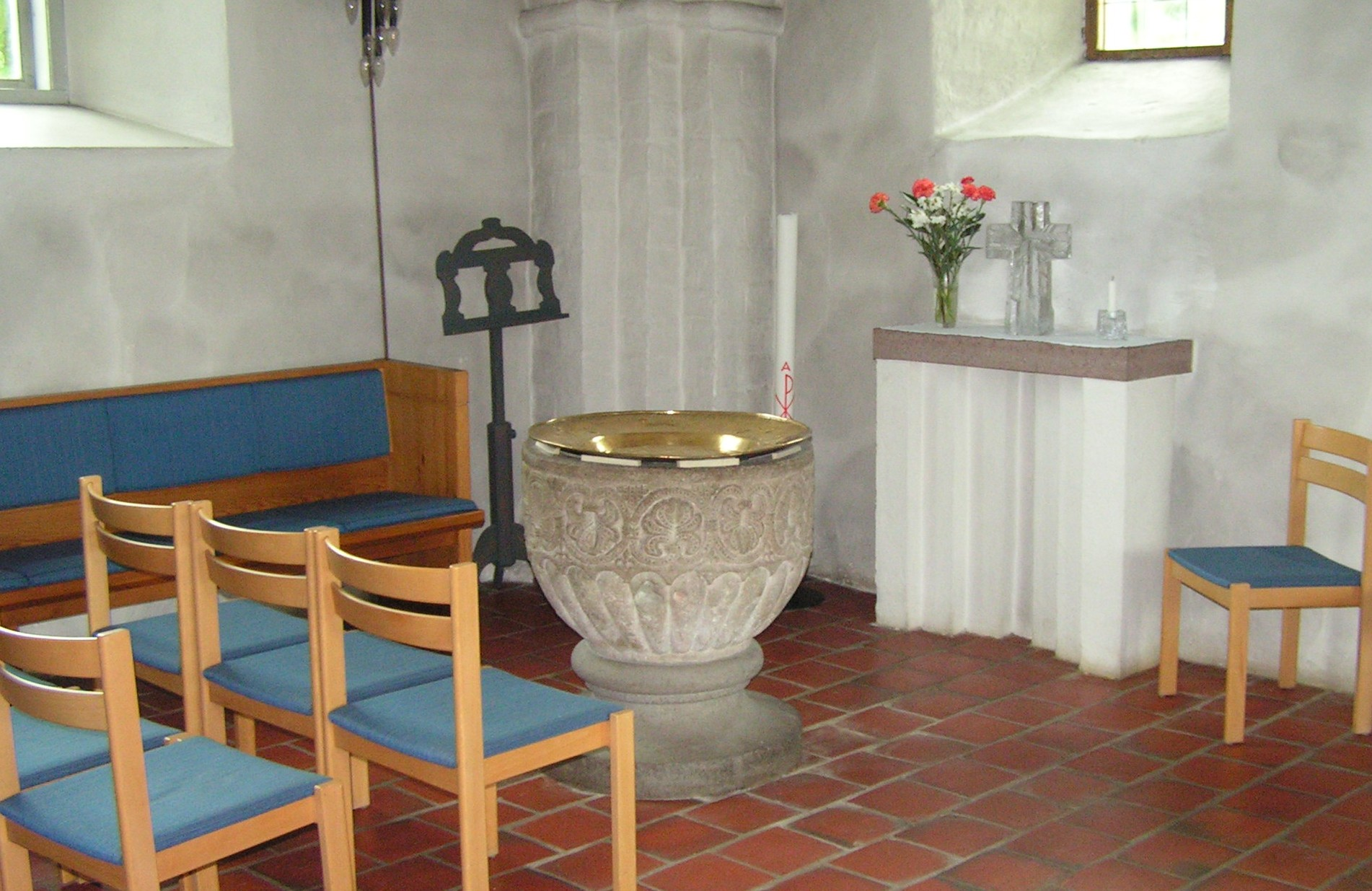
Norra Åsums dopfunt från tidigt 1200-tal
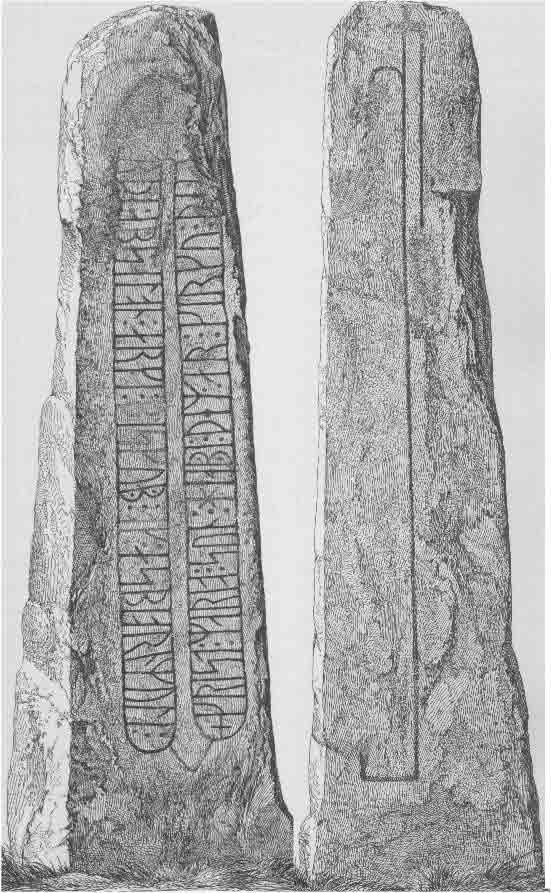
Norra Åsums runsten från 1190-talet i vapenhuset
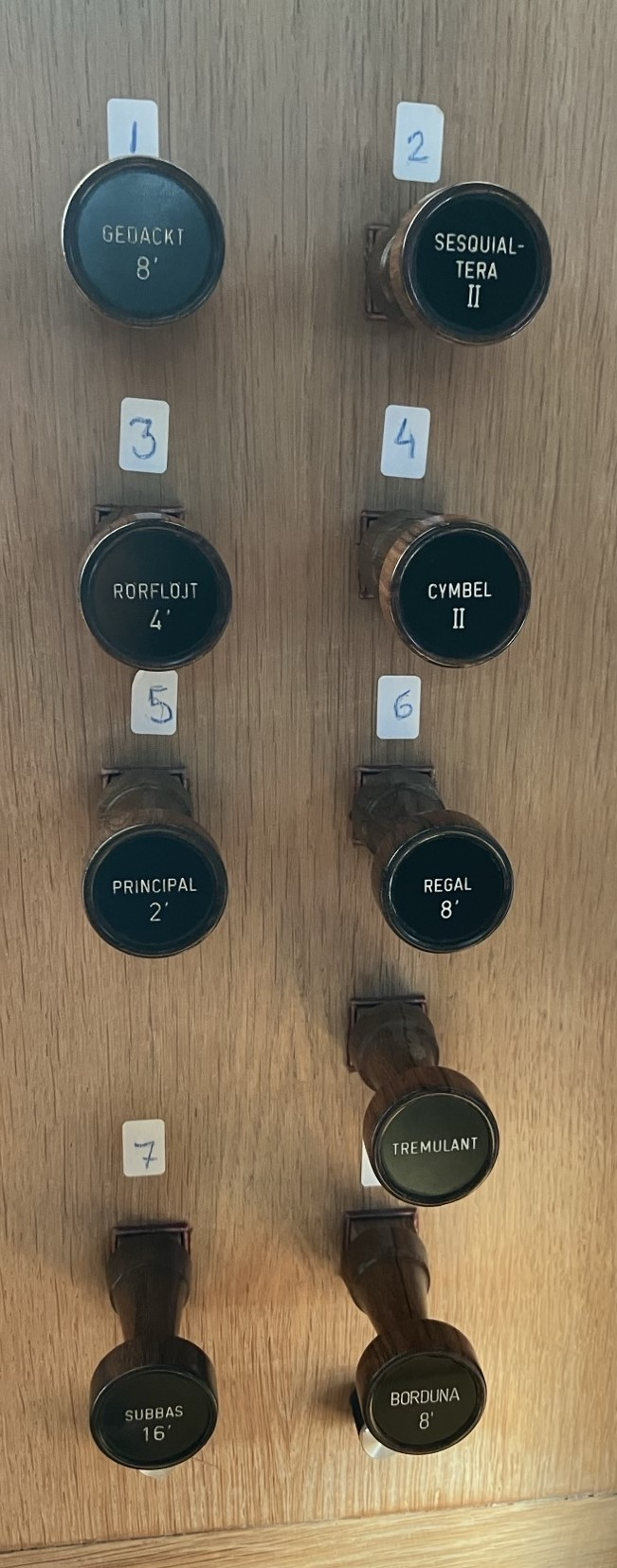
Orgelns vänstra sida